# Kapıkulu
Unter Kapıkulu (osmanisch قپوقولو اوجاغی Kapıkulu Ocağı) versteht man einen Truppenteil der Armee des Osmanischen Reichs.

Janitscharen

## Gliederung
Diese Truppe setzte sich zusammen aus der Infanterie der Janitscharen, der höfischen Kavallerie, der Artillerie (Topçu), den Waffenschmieden (Cebeciler) und den Müteferrikas (Hoffouriere).
Die höfische Kavallerie wurde erstmals im 14. Jahrhundert aufgestellt, ihre Rekrutierung erfolgte aus den Janitscharen und den Pagen des Hofes.
Diese Kavallerietruppe war in sechs Schwadronen eingeteilt:
1. Sipâh (die „Reiter“) am rechten Flügel
2. Silâhdar (die „Waffenträger“) am linken Flügel
3. Sağ ulûfeliler (die „Besoldeten zur Rechten“)
4. Sol ulûfeliler (die „Besoldeten zur Linken“)
5. Sağ garibler (die „Fremdlinge zur Rechten“)
6. Sol garibler (die „Fremdlinge zur Linken“)

Die ersten beiden Schwadronen waren im Felde die Leibwache des Sultans oder des Großwesirs.
Die Müteferrikas, die Hoffouriere im unmittelbaren Gefolge des Sultans, rekrutierten sich aus den Söhnen hoher Würdenträger. Sie waren im Felde für die Bewachung der Fahnen und der Roßschweife verantwortlich.
Den Kapıkulu-Truppen oblag der Dienst um die Hohe Pforte, um den Regierungssitz des Sultans nicht nur in der Hauptstadt, sondern auch im Felde, wenn der Padischah – wie über lange Zeit üblich – den Feldzug persönlich leitete. Die Kapıkulu waren in der Schlachtordnung das Zentrum, die Sultansschanze. Unter Süleyman dem Prächtigen (1520–1566) wurde die Regel über den Einsatz der Kapıkulu ausschließlich unter dem unmittelbaren Kommando des Herrschers allerdings durchbrochen und ihre Einheiten beteiligten sich an den Kämpfen auf dem ungarischen Kriegsschauplatz auch in Abwesenheit des Sultans.

## Die Sultansschanze
Das anfangs oftmals schlachtentscheidende Element der osmanischen Schlachtordnung war die Sultansschanze. Hinter den Truppen der Serratkuli legten die Osmanen ein befestigtes Lager an, in dem sich der Sultan mit den Kapikulu-Truppen, dem „Hofheer des Sultans“, aufhielt. Die Janitscharen verschanzten sich hinter aufgeschütteten Gräben und Wällen, die mit Speeren zusätzlich bewehrt waren. Auch die Artillerie war dort postiert, flankiert von der Hofkavallerie.

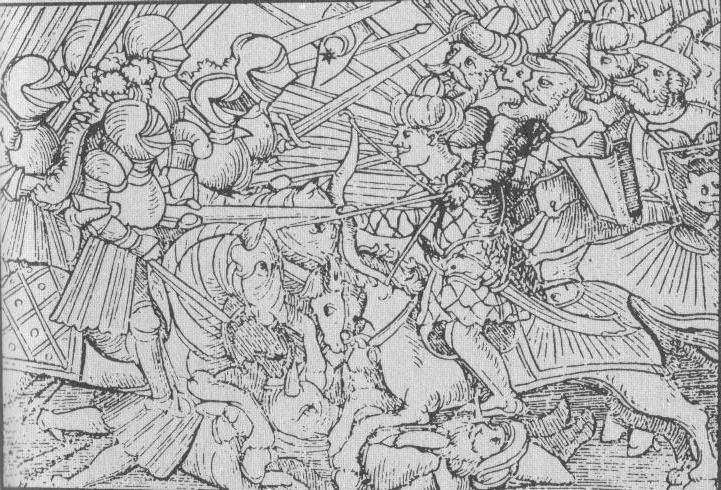
Panzerreiter gegen Sipahis

Die schwergepanzerte Reiterei des abendländischen Heeres durchbrach meist die Linien der leichten Kavallerie und der Vasallentruppen, stürmte gegen das Zentrum vor, wo sie – ermattet – unvermutet auf die Sultansschanze auflief und von den Janitscharen und der Artillerie frontal, von der höfischen Kavallerie flankierend angegriffen wurde. Der dann erfolgende Rückzug war ein Spießrutenlaufen zwischen den Serratkuli-Truppen, wobei die christliche Reiterei meist aufgerieben wurde. Die Schlachttaktik der Osmanen war also defensiv, die Strategie der Kriegsführung jedoch offensiv.
Wegen der nahezu fehlenden Feindaufklärung und der wenig flexiblen Lenkung in der Schlacht scheiterte das Abendland während der Expansionsphase des Osmanischen Reiches immer wieder an der Sultansschanze. Der ehemalige Janitschare Konstantin aus Ostrovitza kritisiert dies im 41. Kapitel seines Werkes Memoiren eines Janitscharen.